# Buttrio
Buttrio (friuli nyelven Buri) település Olaszországban, Friuli-Venezia Giulia régióban, Udine megyében. Lakosainak száma 3899 fő (2023. január 1.). Buttrio Manzano, Pavia di Udine, Pradamano és Premariacco községekkel határos.

## Népesség
A település népességének változása:
| Lakosok száma | 3788 | 4079 | 4011 | 3899 |
|               | 2001 | 2017 | 2018 | 2023 |